# Рязанцевский район
Рязанцевский район — административно-территориальная единица в составе Ярославской области, существовавшая в 1944—1959 годах. Центр — село Рязанцево.
Рязанцевский район был образован 18 декабря 1944 года в составе Ярославской области из частей Переславского и Петровского районов.
В состав района вошли сельсоветы: Алексинский, Багримовский, Бакшеевский, Бектышевский, Берендеевский, Боронуковский, Будовский, Вилинский, Дубровицкий, Итларский, Никульский, Рязанцевский, Смоленский, Станищевский, а также Берендеевский поселковый совет.
В 1945 году Берендеевский с/с переименован в Петровский, а Бакшеевский — в Семеновский.
В 1954 году Семеновский с/с был присоединен к Алексинскому, Вилинский и Никулинский — к Дубровицкому, Бектышевский — к Смоленскому. Будовский и Станищевский с/с были объединены в Любимцевский с/с, Петровский и Багримовский — в Скоблевский, Рязанцевский и Боронуковский — в Сараевский.
В 1957 году в Масловский район из Сонковского района Калининской области был передан Шелдомежский с/с.
6 марта 1959 года Рязанцевский район был упразднён, а его территория разделена между Переславским и Петровским районами.